# Qiu Chen
Qiu Chen, född den 11 juni 1963 i Shanxi, Kina, är en kinesisk basketspelare.
Hon tog OS-brons i damernas turnering i samband med de olympiska baskettävlingarna 1984 i Los Angeles. 
Hon började spela basket som 16-åring och gick med i det kinesiska damlandslaget 1980. Hon tränade under sin karriär mycket i Australien, för att kunna förbättra sin engelska.